# Marcelo Carballo
Marcelo Antonio Carballo Cadima (Cochabamba, 7 dicembre 1974) è un ex calciatore boliviano, di ruolo difensore.

## Caratteristiche tecniche
Gioca come difensore centrale.

## Carriera

### Club
Carballo debuttò nel 1993 con il Wilstermann, squadra della sua città natale Cochabamba, dopo aver passato il biennio 1991-1992 con il Don Bosco. In precedenza aveva giocato per 10 anni nella Escuela de Fútbol Enrique Happ. Il tecnico del Wilstermann, Raúl Pino, dopo alcuni giorni di allenamenti decise di includerlo in prima squadra, impiegandolo come titolare: nel 1994 giunse al secondo posto in campionato e si qualificò pertanto alla Coppa Libertadores 1995, sua prima volta in una competizione internazionale per club. Carballo fu schierato con continuità, e nel 2000 ottenne il suo primo titolo nazionale, giocando anche due delle tre partite della finale (ritorno e spareggio). Tornò dunque a disputare la Coppa Libertadores, e nel campionato 2002 passò al The Strongest, formazione della capitale La Paz. Nel 2003 vinse entrambe le fasi del campionato, Apertura e Clausura, aggiungendo così due titoli al suo palmarès e raggiungendo nuovamente la Coppa Libertadores. Nello stesso anno partecipò alla Copa Sudamericana. Nel 2005 fece ritorno al Wilstermann, con cui ottenne il Segundo Torneo 2006. Ha seguito il club anche in seguito alla retrocessione in Liga Nacional B. È il giocatore con il maggior numero di presenze nella storia del Wilstermann.

### Nazionale
Nel 1991 giocò per la selezione Under-17, mentre l'anno seguente fu convocato nella Under-20. Nel 1996 partecipò al Torneo Pre-Olimpico CONMEBOL del 1996 con l'Under-23. Debuttò in Nazionale maggiore il 4 giugno 2000, in occasione dell'incontro di Buenos Aires con l'Argentina, valido per le qualificazioni al campionato del mondo 2002. Nell'ambito del medesimo torneo scese in campo il 19 luglio contro il Cile. Nel 2001 venne incluso nella lista per la Copa América. In tale competizione, però, non fu mai impiegato. Il 12 ottobre 2004 giocò l'ultima gara in Nazionale, a La Paz contro l'Uruguay, nel corso delle qualificazioni al campionato del mondo 2006.

## Palmarès

### Club

#### Competizioni nazionali
- Campionato boliviano: 4

Wilstermann: 2000, Segundo Torneo 2006
The Strongest: Apertura 2003, Clausura 2003